# Tank Girl
Tank Girl är en kvinnlig seriehjälte. Serien skapades av Jamie Hewlett och Alan Martin (manus). Senare skrevs historierna av Peter Milligan. 

### Fotnoter
1. ↑  Johan Hultgren (1 juni 2002). ”När serietidningen får liv!”. Russing. http://russin.nu/artikel.php?artid=54. Läst 27 maj 2018.